# 博斯凯勒
博斯凯勒（法語：Bosquel，法語發音：[bɔskɛl]）是法国上法蘭西大區索姆省的一个市镇，属于亚眠区。

## 地理
博斯凯勒（49°44'21"N, 2°13'5"E）面积9.48 平方千米，位于法国上法蘭西大區索姆省，该省份为法国北部沿海省份，北起加来海峡省和北部省，西接滨海塞纳省和大西洋英吉利海峡，南至瓦兹省，东临埃纳省。
与博斯凯勒接壤的市镇（或旧市镇、城区）包括：孔蒂、埃塞尔托、努瓦河畔弗莱尔、弗朗叙尔、罗日、奥德塞勒。

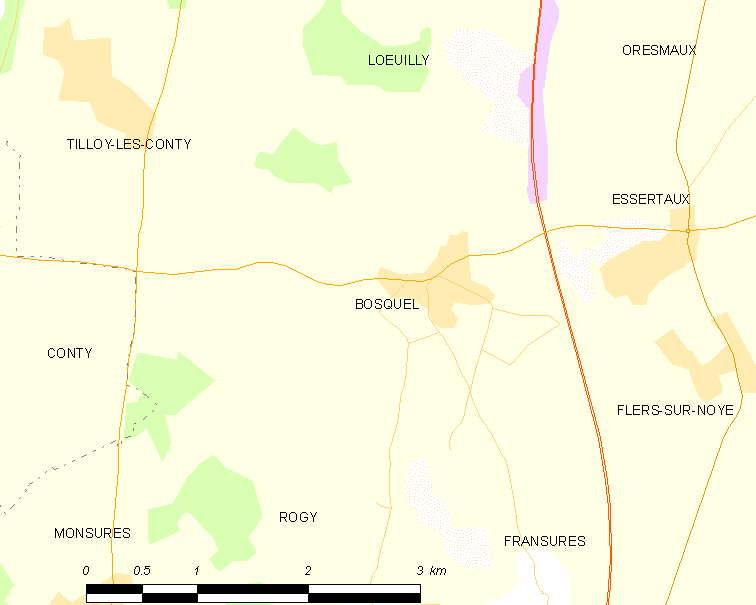
博斯凯勒的OSM定位图

博斯凯勒的时区为UTC+01:00、UTC+02:00（夏令时）。

## 行政
博斯凯勒的邮政编码为80160，INSEE市镇编码为80114。

## 政治
博斯凯勒所属的省级选区为努瓦河畔阿伊县。

## 人口

1962-2008年间博斯凯勒人口变化图示

博斯凯勒于2022年1月1日时的人口数量为346人。